# Ordulf de Saxe
Ordulf de Saxe ou en allemand Orthilius von Sachsen (né v. 1020 - mort le 28 mars 1072) était un noble germanique, de la famille des Billung, qui fut duc de Saxe de 1059 à 1072.

## Biographie
Fils de Bernard II de Saxe et d'Eilika de Schweinfurt, Ordulf était le frère de Ida et de Gertrude de Saxe.
En novembre 1042, il épousa Wulfhilde de Norvège (° v. 1025 - † 1070), la fille du roi Olaf II de Norvège, avec laquelle il eut deux enfants :
- Magnus (v. 1045-1106) ;
- Bernard (v. 1047-1083).

Devenu veuf, il épousa en secondes noces en 1071 Gertrude von Haldensleben (v. 1042-1116).
Ordulf, qui est devenu duc en 1059, à la mort de son père, a continué une lutte longue et obstinée avec Adalbert (v. 1000-1072), archevêque de Brême, qui fut obligé de céder un tiers de ses possessions au fils d'Ordulf, le futur Magnus Ier en 1066.
Son règne entier fut occupé par des guerres avec les Wendes. Il était allié avec le Danemark, pays de son épouse.